# Le avventure di re Leonardo
Re Leonardo e le sue avventure (The King and Odie) è una serie televisiva animata prodotta da Total Television. È all'interno della serie Ughetto - Cane perfetto.
Ogni episodio è formato da due parti, ad esempio, la prima metà in "Dalle stelle alle stalle", e la conclusione in "Odore di trappola".

## Personaggi e Doppiatori
- Re Leonardo: Jackson Beck - Dario Penne
- Odi Colonia:  Allen Swift - Carlo Allegrini
- Itchy:  Allen Swift - Luigi Diberti
- Biggie Rat:  Jackson Beck - Enrico Luzi
- Voce Narrante: Allen Swift, Norman Rose - Pieraldo Ferrante
- Tooter la tartaruga: Allen Swift - Armando Bandini
- Signor Mago: Sandy Becker - Vittorio Battarra
- Il Cacciatore: Kenny Delman - Massimo Dapporto
- La Volpe: Ben Stone - Marco Guglielmi
- AG. Flim Flanigam Ben Stone: - Enrico Luzi
- Voce Narrante:  Kenny Delman - Giancarlo Padoan

## Episodi
| N° | Titolo inglese                  | Titolo italiano              | Prima TV USA     |
| -- | ------------------------------- | ---------------------------- | ---------------- |
| 1  | Riches to rags                  | Dalle stelle alle stalle     | 15 ottobre 1960  |
| 1  | Nose for the noose              | Odore di trappola            | 15 ottobre 1960  |
| 2  | Drumming up the bongos          | Viaggio pericoloso           | 22 ottobre 1960  |
| 2  | How high is up?                 | Sempre più in alto           | 22 ottobre 1960  |
| 3  | Royal amnesia                   | Amnesia regale               | 29 ottobre 1960  |
| 3  | Loon from the moon              | L'uomo della luna            | 29 ottobre 1960  |
| 4  | Royal Bongo war chant           |                              | 5 novembre 1960  |
| 4  | Showdown at Dhyber Pass         |                              | 5 novembre 1960  |
| 5  | Duel to the dearth              | Duello all'ultimo sangue     | 12 novembre 1960 |
| 5  | Ringside riot                   | Ombra sul ring               | 12 novembre 1960 |
| 6  | Bringing in Biggie              | Società con Biggy            | 19 novembre 1960 |
| 6  | Confound it confusion           | Una dannata dannazione       | 19 novembre 1960 |
| 7  | Paris pursuit                   | Avventura a Parigi           | 26 novembre 1960 |
| 7  | The awful tower                 | L'orrida torre               | 26 novembre 1960 |
| 8  | Beatnik boom                    |                              | 3 dicembre 1960  |
| 8  | Call out the kids               |                              | 3 dicembre 1960  |
| 9  | Trial of the traitors           | Processo ai traditori        | 10 dicembre 1960 |
| 9  | Battle slip                     | Battaglia navale             | 10 dicembre 1960 |
| 10 | Heroes are made...with salami   | Un panino per l'eroe         | 17 dicembre 1960 |
| 10 | The big freeze                  | Il grande gelo               | 17 dicembre 1960 |
| 11 | Perfume panic                   | Panico a corte               | 24 dicembre 1960 |
| 11 | Style awhile                    | Lampo di genio               | 24 dicembre 1960 |
| 12 | Sticky stuff                    | Il re incollato              | 31 dicembre 1960 |
| 12 | Am I glue                       | Colla infernale              | 31 dicembre 1960 |
| 13 | Double trouble                  |                              | 7 gennaio 1961   |
| 13 | Switcheroo ruler                |                              | 7 gennaio 1961   |
| 14 | The legend of Leonardo The Neat | no titolo                    | 14 gennaio 1961  |
| 14 | Home neat home                  | Casa dolce casa              | 14 gennaio 1961  |
| 15 | No bong bongos                  | I tamburi di Bongo           | 21 gennaio 1961  |
| 15 | The ad game                     | Annuncio truccato            | 21 gennaio 1961  |
| 16 | Debased ball                    | Il baseball                  | 28 gennaio 1961  |
| 16 | Bats in the ballpark            | Storico incontro             | 28 gennaio 1961  |
| 17 | Long lost Lennie                |                              | 4 febbraio 1961  |
| 17 | Ghosts guests                   |                              | 4 febbraio 1961  |
| 18 | Fatal fever                     |                              | 11 febbraio 1961 |
| 18 | Pulling the mane switch         | La criniera scambiata        | 11 febbraio 1961 |
| 19 | Dim gem                         | La gemma appannata           | 18 febbraio 1961 |
| 19 | The Clanking Castle Caper       | Il castello dei trabocchetti | 18 febbraio 1961 |
| 20 | The king and me                 | Il re ed io                  | 25 febbraio 1961 |
| 20 | The loves of Lynetta Lion       | Gli amori di Lynetta Lion    | 25 febbraio 1961 |
| 21 | The sport of kings              | Lo sport dei re              | 4 marzo 1961     |
| 21 | Black is white                  | Il bianco è nero             | 4 marzo 1961     |
| 22 | True blue blues                 | Il fedele amico              | 11 marzo 1961    |
| 22 | My dog has fleas                | Il mio cane ha le pulci      | 11 marzo 1961    |
| 23 | Lead foot Leonardo              | Leonardo e il go-kart        | 18 marzo 1961    |
| 23 | The rat race                    | La pazza corsa               | 18 marzo 1961    |
| 24 | The Obey ball                   |                              | 25 marzo 1961    |
| 24 | Out of the depths               |                              | 25 marzo 1961    |
| 25 | The loco play                   | Il gioco del Loco            | 1 aprile 1961    |
| 25 | Romeo and Joliet                | Romeo e Gioietta             | 1 aprile 1961    |
| 26 | If at first you don't succeed   | Se il successo non ti arride | 8 aprile 1961    |
| 26 | Try, try again                  | Provaci, provaci ancora      | 8 aprile 1961    |
| 27 | Long laugh Leonardo             | La risata irrefrenabile      | 15 aprile 1961   |
| 27 | He who laughs last              | Ride bene chi ride ultimo    | 15 aprile 1961   |
| 28 | East side, West side            | A est e a ovest              | 22 aprile 1961   |
| 28 | Coney Island Calamity           | Calamità a Coney Island      | 22 aprile 1961   |
| 29 | An ode in code                  | Un'ode in codice             | 29 aprile 1961   |
| 29 | Two Beneath The Mast            | In due sotto l'albero        | 29 aprile 1961   |
| 30 | Hip hip hypnosis                | Hip hip ipnosi               | 6 maggio 1961    |
| 30 | Odie hit the roadie             | Odie alla riscossa           | 6 maggio 1961    |
| 31 | Hunting a hobby                 | A caccia di un hobby         | 13 maggio 1961   |
| 31 | Teeing off                      | Colpo fatale                 | 13 maggio 1961   |
| 32 | Smarty gras                     | Martedì grasso               | 20 maggio 1961   |
| 32 | Bayou blues                     | Bayon blues                  | 20 maggio 1961   |
| 33 | Stage struck                    | no titolo                    | 27 maggio 1961   |
| 33 | One way ticket to Venus         | Biglietto di sola andata     | 27 maggio 1961   |
| 34 | Back to nature                  | Ritorno alla natura          | 3 giugno 1961    |
| 34 | My vine is your vine            | La mia liana è la tua liana  | 3 giugno 1961    |
| 35 | The tourist trade               | Il commercio dei turisti     | 10 giugno 1961   |
| 35 | Bye bye bicycle                 | Addio bicicletta             | 10 giugno 1961   |
| 36 | Chicago shenanigans             | Insidia a Chicago            | 17 giugno 1961   |
| 36 | Loop the loop                   | Il giro della morte          | 17 giugno 1961   |
| 37 | Uranium on the cranium          | Febbre dell'uranio           | 24 giugno 1961   |
| 37 | Mistaked claim                  | Concessione sbagliata        | 24 giugno 1961   |
| 38 | The trail of the lonesome mine  |                              | 1 luglio 1961    |
| 38 | The treasure of Sierra Bongo    | Il tesoro della Sierra Bongo | 1 luglio 1961    |
| 39 | Fortune feller                  | Predatori di fortune         | 8 luglio 1961    |
| 39 | Wild and wobbly                 | Selvaggio ed insicuro        | 8 luglio 1961    |